# طواف إسبانيا 1969
طواف إسبانيا 1969 هو سباق دراجات هوائية أقيم بتاريخ 23 أبريل – 11 مايو، تكون السباق من 18 مرحلة وامتدّ لمسافة 2921,4 كم بسرعة 39.85 كم/س، استغرق السباق 73 ساعة 18 دقيقة 45 ثانية. فاز به الفرنسي روجي بانجون وحلّ ثانيا خيسوس لويس أوكانيا.

## الترتيب
| م                     | الدرّاج             | البلد   | الزمن                     |
| --------------------- | ------------------ | ------- | ------------------------- |
| الفائز بالترتيب العام | روجي بانجون        | فرنسا   | 73 ساعة 18 دقيقة 45 ثانية |
| الثاني                | خيسوس لويس أوكانيا | إسبانيا |                           |
| التسلق                | خيسوس لويس أوكانيا | إسبانيا | -                         |